# 哥倫比亞兔脂鯉
哥倫比亞兔脂鯉（學名：Leporinus muyscorum）為輻鰭魚綱脂鯉目脂鯉亞目上口脂鯉科的其中一個種，分布於南美洲哥倫比亞馬格達萊納河與Atrato河流域，體長可達25.7公分，棲息在底中層水域，生活習性不明。